# Tamer Hassan
Tamer Hassan (Londra, 18 marzo 1968) è un attore britannico di origini turco-cipriote.

## Filmografia parziale

### Cinema
- Senza via di scampo (No Way Out), regia di Roger Donaldson (1987)
- The Calcium Kid, regia di Alex De Rakoff (2004)
- The Football Factory, regia di Nick Love (2004)
- The Pusher (Layer Cake), regia di Matthew Vaughn (2004)
- Danny the Dog (Unleashed), regia di Louis Leterrier (2005)
- Batman Begins, regia di Christopher Nolan (2005)
- 7 Seconds, regia di Simon Fellows (2005)
- The Business, regia di Nick Love (2005)
- The Ferryman, regia di Chris Graham (2007)
- La promessa dell'assassino (Eastern Promises), regia di David Cronenberg (2007)
- Sucker Punch, regia di Malcolm Martin (2008)
- Cass, regia di Jon S. Baird (2008)
- Goal III: Taking on the World, regia di Andy Morahan (2009)
- Wrong Turn 3 - Svolta mortale (Wrong Turn 3: Left for Dead), regia di Declan O'Brien (2009)
- Dead Man Running, regia di Alex De Rakoff (2009)
- Kick-Ass, regia di Matthew Vaughn (2010)
- Scontro tra titani (Clash of the Titans), regia di Louis Leterrier (2010)
- The Double, regia di Michael Brandt (2011)
- Freerunner - Corri o muori (Freerunner), regia di Lawrence Silverstein (2011)
- The Hooligan Factory, regia di Nick Nevern (2014)
- Raccolto amaro (Bitter Harvest), regia di George Mendeluk (2017)

### Televisione
- Metropolitan Police (The Bill) – serie TV, episodio 19x15 (2003)
- Casualty – serie TV, episodi 16x15-21x43 (2001, 2007)
- EastEnders – serial TV, 4 puntate (2001-2008)
- NCIS - Unità anticrimine (NCIS) – serie TV, 4 episodi (2010-2015)
- 24: Live Another Day – serie TV, episodi 1x02-1x03 (2014)
- Dracula – serie TV, episodi 1x09-1x10 (2014)
- Il Trono di Spade (Game of Thrones) – serie TV , episodio 6x04 (2016)
- Snatch – serie TV, 21 episodi (2017-2018)

### Video
- Beyond the Rave (2008)

## Doppiatori italiani
Nelle versioni in italiano delle opere in cui ha recitato, Tamer Hassan è stato doppiato da:
- Massimo De Ambrosis in The Pusher, Danny The Dog
- Fabrizio Pucci in The Business, The Promise
- Giorgio Melazzi in The Calcium Kid
- Luca Semeraro in Wrong Turn 3 - Svolta mortale
- Pasquale Anselmo in The Double
- Michele Gammino in Freerunner - Corri o muori
- Alessandro Budroni in NCIS - Unità anticrimine (ep. 8x07, 8x16)
- Stefano Mondini in NCIS - Unità anticrimine (ep. 9x17, 12x23)
- Roberto Draghetti in Blood Out
- Mauro Magliozzi in Dracula